# Мішалов Віктор Юрійович

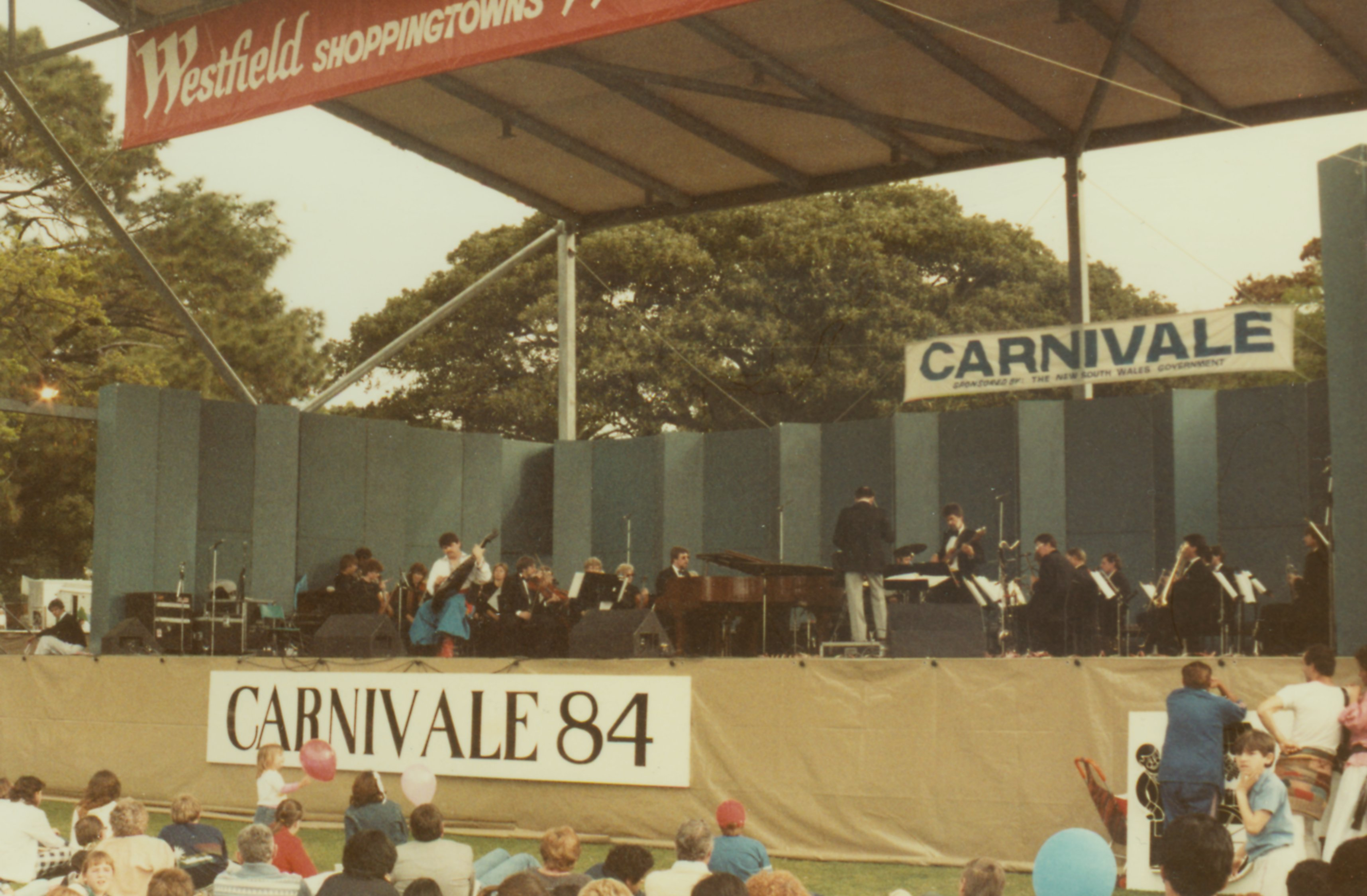
Мішалов у супроводі Сіднейської симфонічної оркестри під диригентурою Т. Тіко

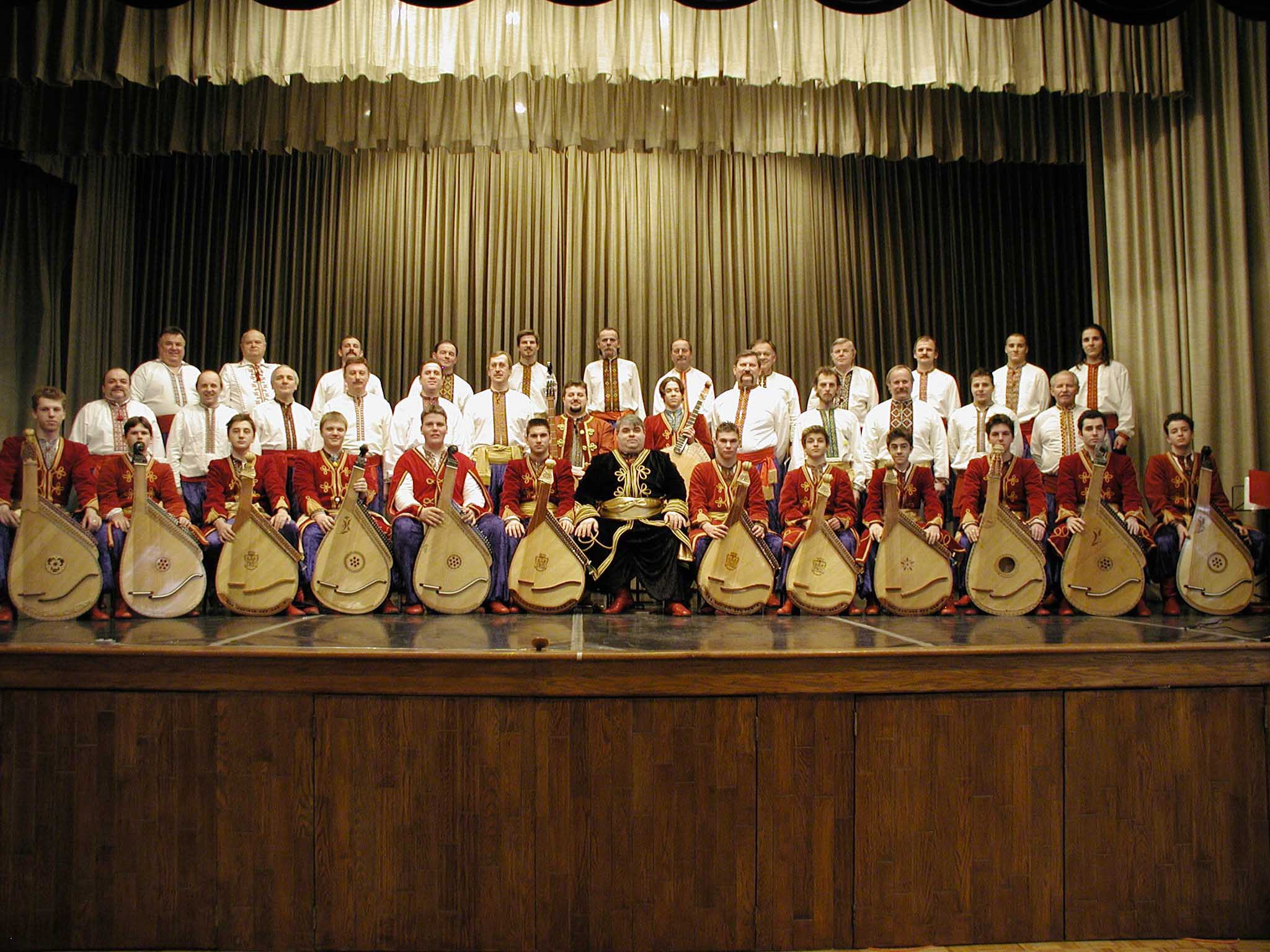
Мішалов — художній керівник Канадської Капели Бандуристів

Віктор Юрійович Мішалов (англ. Victor Mishalow; нар. 4 квітня 1960, Сідней) — український бандурист, дослідник кобзарства, композитор, диригент.

## Життєпис
Народився 4 квітня 1960 року в Сіднеї (Австралія). Закінчив музичний факультет Сіднейського державного університету (1984), Сіднейський педагогічний інститут (1986). Із 1970 року вивчав гру на бандурі у Деряжного, Бажула, а потім на стипендію Австралійської Ради Мистецтв у Північній Америці у Гончаренка, Григорія Китастого, Петра Китастого, Ємця та Гайдамаки. В Київській консерваторії з 1979-84, клас бандури (проф. Баштана), диригування (проф. Щоголь), вокал (проф. М. Єгоричевої та Миколи Кондратюка). Водночас у Києві вивчав гру на старосвітській бандурі у Георгія Ткаченка.
Працював викладачем у школах в Австралії та з 1988 року в Торонто (Канада). Із 1988 року концертмейстер Української Капели Бандуристів ім. Шевченка. Основоположник Канадської Капели Бандуристів (1991). Від жовтня 1999 — заслужений артист України. Орден «За заслуги» III ст. (серпень 2009 року).
Концертував по Австралії, Європі та Північній Америці з сольними концертами на бандурі, а також у супроводі симфонічного оркестру. Видано перші диски інструментальної музики на бандурі (1982, 1985, 1988, 1989) перший компакт-диск (1992) та інші компакт-диски в супроводі оркестру (1998, 2000), відеопідручник гри на бандурі (2001), CD у виконанні Канадської Капели бандуристів (2005, 2009). Автор понад 90 статей та довідок відносно української музики, кобзарства та історію бандури. Дослідник творчості Гната Хоткевича та харківської бандури. Автор музики до декількох документальних фільмів.
У 2007—2008 роках аспірант Харківської Державної Академії Культури. В лютому 2009 р. захистив дисертацію на тему «Культурно-мистецькі аспекти ґенезу і розвитку виконавства на Харківській бандурі» зі спеціальності 26.00.01 — теорія та історія культури на здобуття наукового ступеня кандидата мистецтвознавства в Харківській Державній Академії Культури. (Опоненти: Ігор Мацієвський та Микола Давидов)
У 2012 поступив на докторантуру в Інституті Мовознавства Фольклору та Етнографії АНУ.
З 2013 науковий співробітник університету Монаш, в Мельбурні, Австралії.
У 1988 один з основоположників першого українсько-канадського спільного підприємства СП Кобза, яке спеціалізувалося на музичній та культурній діяльності.

## Музичні композиції
- Струнне тріо (1977)
- Струнний квартет (1983)
- Соната для скрипки і ф-но (1984)
- Соната для ф-но (1984)
- Рапсодія на народні теми (для сим. оркестр) (1985)
- Слав'янський танець (для сим. оркестр) (1986)
- Концерт для бандури (1998)
- Елегія (в пам'яті Василя Шевчука) (Струнне тріо) (2007)
- Різв'яна фантазія (для сим. оркестру) (2014)

### Для бандури
- Веснянка (1977)
- Українська рапсодія (1981)
- Кримська фантазія (1983)
- 24 Етюди для бандури харківського способу (1984)
- Карпатська рапсодія (1988)
- Різдвяна фантазія (1991)
- Бахчисарайський фонтан (1998)
- Варіації на народні теми «Взяв би я бандуру», «Ой не ходи Грицю», «Waltzing Matilda», «Greensleeves», «Гайдук»,
- Елегія (2012)
- Хвилі Дніпра (2013)

### Солоспіви
- Айстри — сл. О. Олеся
- Пісня Мазепи — сл. М. Степаненка
- Пісня про Сагайдачного — сл. В. Онуфрієнка
- Раз я в волості судився — сл. М. Домонтовича
- Броди — сл. В. Мішалова

### Хори
- Пісня Мазепи — сл. М. Степаненка
- Пісня про Сагайдачного — сл. В. Онуфрієнка
- Сільський адвокат — сл. М. Домонтовича
- Про голод — сл. О. Веретенченка
- Броди — сл. М. Михайлова
- Сліпці — сл. О. Олеся
- Ой на річці на Йордані — сл. народні

### Драматичні вистави та фільми
- Червоний ренайзанс (документальний фільм)
- (2011) She paid the ultimate price (документальний фільм)
- (2012) Luba, simply Luba (Моновистава) Торонто
- (2015) Wormwood (Чорнобиль) — Tarragon Theatre, Торонто

## Друковані праці
- Mishalow V. Pages from the history of the Bandura // News from Ukraine #22 1980
- Mishalow V. The Rennaissance of the Kobza // News from Ukraine #28 1980
- Мізинець В. Про долю кобзарів у Радянській Україні //«Bandura», 1985, № 11/12, — С.31-37
- Мізинець В. Корифей кобзарського мистецтва (Про кобзаря І. Кучугуру-Кучеренка) // «Bandura», 1985, № 13/14, — С.45-48
- Мізинець В. Микола Домонтович // «Bandura», 1986, № 17/18, — С.55-57
- Mizynec V. Folk Instruments of Ukraine — Bayda Books, Melbourne, Australia, 1987 — 48с.
- Мізинець В. Трагічна доля видатного бандуриста (Про Гната Хоткевича) // «Bandura», 1988, № 23-24, — С.22-30
- Мізинець В. Видатний будівник української культури // «Українські вісті» (Детройт) 10.IV.1988 — С.6
- Мішалов В. Гнат Хоткевич — до 100 ліття народження // «Молода Україна», Торонто, Канада — листопад, 1977
- Mishalow V. A Brief Description of the Zinkiv Method of Bandura Playing //«Bandura», 1982, № 2/6, — С.23-26
- Mishalow V. The Kharkiv style #1 — «Bandura» 1982, № 6, — С.15-22 #2 — «Bandura» 1985, № 13-14, — С.20-23 #3 — «Bandura» 1988, № 23-24, — С.31-34 #4 — «Bandura» 1987, № 19-20, — С.31-34 #5 — «Bandura» 1987, № 21-22, — С.34-35
- Мішалов В. Початковий курс гри на бандурі харківського способу ч. 4 — // Бандура 1987, № 19-20, — С.29-31, ч. 5 — // Бандура 1987, № 21-22, — С.32-33, ч. 6 — // Бандура 1988, № 23-24, — С.56-58
- Мішалов В. Видатний будівничий бандурного мистецтва — Гнат Хоткевич — Сідней, Австралія. 1983 — 68с.
- Мішалов В. Останній кобзар — Нарис про Г. Ткаченка  // «Bandura», 1985, № 13.14, — С.49-52
- Мішалов В. і М. Українські кобзарі-бандуристи — Сідней, Австралія, 1986 — 106с.
- Мішалов В. Збірник творів для харківської бандури  N.Y: TUB, 1986 — 48с.
- Mishalow V. Collection of works for Kharkiv Bandura — Society of Ukrainian Bandurists, NY, USA, 1986 — 48с.
- Мішалов В. Бандурист Леонід Гайдамака // «Bandura», 1986, № 17/18, — С.1-10
- Мішалов В. і М. Українські кобзарі-бандуристи — Сідней, Австралія, 1986. — 132с.
- Мішалов В. До 110 річчя з дня народження Г. Хоткевича // «„Молода Україна“», 1987, 17-21 грудня
- Мішалов В. і М. Українські кобзарські думи — Сідней, Австралія, 1990. — 138с.
- Мішалов В. Сторінки з історії Капелі Бандуристів ім. Т. Шевченка // Програма концертів по Україні 1991 — С.11-33
- Мішалов В. Берегти свою спадщину // «Українська культура», № 9/10, 1994 — С.34-35
- Мішалов В.  Ю. - Мистецтво бандуристів в укра-Джерела та література:їнських еміграційних центрах у міжвоєнних роках [електронний ресурс] / В. Ю.   Мішалов. – Режим д
- Mishalow V. A Short History of the Bandura // «East European Meetings in Ethnomusicology» 1999, Romanian Society for Ethnomusicology, Volume 6, — С.69-86
- Мішалов В. «Музичні інструменти українського народу» Гната Хоткевича // вступна стаття у — Гнат Хоткевич — «Музичні Інструменти Українського народу». Х.: 2002. Репринтне видання./ — С.5-9
- Мішалов В. «Кобзарська спадщина Гната Хоткевича у діаспорі» // Традиції і сучасне в українській культурі /Тези доповідей Міжнародної науково-практичної конференції, присвяченої 125-річчю Гната Хоткевича/ X.: 2002. — С.97-98
- Мішалов В. «Підручник гри на бандурі Гната Хоткевича»//вступна стаття у Гната Хоткевич — «Підручник гри на бандурі»/, Глас, Х.:2004 — С.3-17
- Мішалов В. — Леонід Гайдамака — Фундатор бандурного професіоналізму  — Матеріали міжнародної науково-практичної конференції — Кобзарство в контексті становлення української професійної культури. 14 жовтня, 2005 р. Київ., 2005. 206 с. (с.107-109)
- Мішалов В. — Бандура в еміграційних центрах у міжвоєнний період (с.95-103) — «Karpacki Collage Artystyczny» — Biuletyn — Przemysl, 2005
- Мішалов В. «Гната Хоткевич і його праця „Бандура та її можливості“»//вступна стаття у Гната Хоткевич — «Бандура та її можливості»/, Глас, Х.:2007 — С.3-21 ISBN 978-966-372-098-2
- Мішалов В. (editor)- Гнат Хотклевич — «Твори для Харківської бандури» Глас, Х.:2007 — С.300 ISBN 978-966-8204-72-2
- Мішалов В. — Практичні поради до виконання творів Гната Хоткевича на бандурі харківського типу — // Гнат Хоткевич — «Твори для Харківської бандури» Глас, Х.:2007 — С.146-191 ISBN 978-966-8204-72-2
- Мішалов В. — Видатний будівничий бандурного мистецтва — Гнат Хоткевич // Гнат Хоткевич — «Твори для Харківської бандури» Глас, Х.:2007 — С.192-241 ISBN 978-966-8204-72-2
- Mishalow V. — Hnat Khotkevych and the Bandura // Гнат Хоткевич — «Твори для Харківської бандури» Глас, Х.:2007 — p. 242-299 ISBN 978-966-8204-72-2
- Мішалов, В. — Практичні поради до виконання творів Гната Хоткевича на бандурі харківського типу — // Гнат Хоткевич — «Твори для Харківської бандури» Глас, Х.:2007 — С.146-191
- Мішалов, В. — Видатний будівничий бандурного мистецтва — Гнат Хоткевич // Гнат Хоткевич — «Твори для Харківської бандури» Глас, Х.:2007 — С.192-241
- Mishalow, V. — Hnat Khotkevych and the Bandura // Гнат Хоткевич — «Твори для Харківської бандури» Глас, Х.:2007 — p. 242-299
- Мішалов, В. До 130-річчя кобзаря Івана Кучугури-Кучеренка, громадського діяча і благовісника Української автокефальної православної церкви. Україна молода. № Номер 123 за 08.07.2008. Архів оригіналу за 24 травня 2009. About I. Kucherenko
- Мішалов В. До 130-річчя кобзаря Івана Кучугури-Кучеренка, громадського діяча і благовісника Української автокефальної православної церкви / «Україна молода» Номер 123 за 08.07.2008
- Мішалов В. Корифей кобзарського мистецтва — Кобзар Іван Кучугура-Кучеренко (1878—1937) / Харківський кобзар Іван Іович Кучугура Кучеренко (1878—1937) Ювілейна збірка до 130-річчя від дня народження. Х. Золоті сторінки, 2008 °C.8-16
- Mishalow V. Kobzar Ivan Kuchuhura-Kucherenko / Харківський кобзар Іван Іович Кучугура Кучеренко (1878—1937) Ювілейна збірка до 130-річчя від дня народження. Х. Золоті сторінки, 2008 °C.17-20
- Мішалов В. Значення Івана Кучеренка для сучасного кобзарського та бандурного мистецтва та Української культури / Кобзар І. Кучугура-Кучеренко Феномен Зиття і Творчості Тези науково-практичної конференції 4-5 липня 2008 року. Харків. Фонд національно-культурних ініціатив ім. Гната Хоткевича, 2008 °C.7-10
- Мішалов В. Проблеми пов'язані з автентичним кобзарським виконанням / Кобзар І. Кучугура-Кучеренко Феномен життя і Творчості Тези науково-практичної конференції 4-5 липня 2008 року. Харків. Фонд національно-культурних ініціатив ім. Гната Хоткевича, 2008 °C.50-55
- Мішалов В. Гнат Хоткевич і конструкція бандури / Вісник Прикарпатського Університету. Мистецтвознавство. Випуск XII-ХІІІ Івано-Франківськ ВДВ ЦІТ, 2008 °C.156-162
- Мішалов В. Ю. Культурно-мистецькі аспекти ґенезу і розвитку виконавства на харківській бандурі. Спеціальність 26.00.01 — теорія та історія культури Автореферат на здобуття наукового ступення кандидата мистецтвознавства. ХДАК Х.:2009
- Мішалов В. Праця Гната Хоткевича — «Бандура та її репертуар» // вступна стаття до видання «Гнат Хоткевич — Бандура та її репертуар» // Харків: Фонд національно-культурних ініціатив імені Гната Хоткевича, 2009 — С.3-23.
- Мішалов В. Бандурист М. Домонтович — Михайло Олександрович Домонтович // «Гнат Хоткевич — Бандура та її репертуар» // Харків: Фонд національно-культурних ініціатив імені Гната Хоткевича, 2009 — С.243-255.
- Мішалов В. Бандурист М. Домонтович – Михайло Злобінцев / // Вісник Прикарпатського

університету. Мистецтвознавство. Вип. 17–18. – Івано-Франківськ, 2009–2010. – С. 295–301.
- Мішалов В. (ред. упорядник та передмова) Г. М. Хоткевича — Вибрані твори для бандури // Фонд національно-культурних ініціатив імені Гната Хоткевича Торонто-Харків: 2010. 112 С.
- Мішалов В. Праця Гната Хоткевича — «Бандура та її конструкція» // вступна стаття до видання «Гнат Хоткевич — Бандура та її конструкція» // Харків: Фонд національно-культурних ініціатив імені Гната Хоткевича, 2010 — С.3-18.
- Мішалов В. Виробництво бандури в Діаспорі // «Гнат Хоткевич — Бандура та її конструкція» // Харків: Фонд національно-культурних ініціатив імені Гната Хоткевича, 2010 — С.123-127.
- Мішалов В. Номенклатура частин бандури // «Гнат Хоткевич — Бандура та її конструкція» // Харків: Фонд національно-культурних ініціатив імені Гната Хоткевича, 2010 — С.128-133
- Мішалов В. Думки відносно конструкції та удосконалення бандури // «Гнат Хоткевич — Бандура та її конструкція» // Харків: Фонд національно-культурних ініціатив імені Гната Хоткевича, 2010 — С.245-268.
- Mishalow V. Bill Vetzal — Master bandura maker // «Гнат Хоткевич — Бандура та її конструкція» // Харків: Фонд національно-культурних ініціатив імені Гната Хоткевича, 2010 — С.266-269.
- Мішалов В. Список майстрів бандури харківського типу // «Гнат Хоткевич — Бандура та її конструкція» // Харків: Фонд національно-культурних ініціатив імені Гната Хоткевича, 2010 — С.270-272.
- Мішалов В. Культурно-мистецькі аспекти ґенези і розвитку виконавства на Харківській бандурі // Давидов М. Виконавське мистецтво — Енциклопедичний довідник // Київ. Національна музична академія України ім. П. І. Чайковського, 2010 — С.277 — 287.
- Мішалов В. Ю. Харківська бандура — Культурологічно-мистецькі аспекти ґенези і розвитку виконавства на українському народному інструменті — (Серія Слобожанський світ)— Харків — Торонто, 2013—368с.
- Мішалов В. Музичні інструменти українського народу" Гната Хоткевича // Г. М. Хоткевич Музичні інструменти українського народу (Друга редакція) Видавець Савчук О. О. Харків: 2012 — С. 448—452
- Мішалов В. Органологічний аналіз лютнеподібних інструментів в образотворчих творах Тараса Шевченка // Тарас Шевченко та кобзарство / Матеріали другої міжнародної науково-практичної конфереції 22-24 серпня 2013 р, Львів, Україна. "Видавництво Львівської політехніки «, Львів 2016 С. 236—239
- Мішалов В. Дещо про кобзарського руху в Австралії» Гната Хоткевича // Кобзарство ХХ — початку XXI століття в іменах: Його тврці та хранителі / Матеріали міжнародної науково-практичної конфереції 9-10 листппада 2015 р, Львів, Україна «Коло», Львів 2016 С. 167—182
- Мішалов В. До проблеми звукоряду та строю народної бандури // Традиційна бандура: минуле, сучасне, майбутнє // Матеріали Міжнародної мнауково-практичної конференції 18-19 червня 2016 року м. Київ, НЦНК, «Музей Івана Гончара» / «Коло», Харків, 2016 С. 64-82
- Мішалов В. Супроводи на бандурі харківського типу //Традиційні музичні інструменти кобзарів та лірників: матеріали науково-практичної конференції з міжнарод ною участю (2 червня 2017 р.) упор. К. Черемський — Харків: Видавець Олександер Савчук: НЦНК "Музей Івана Гончаря, 2017. — 240 с. (с-40-46)
- Мішалов В. Спогади про Георгія Ткаченка //Традиційні музичні інструменти кобзарів та лірників: матеріали науково-практичної конференції з міжнарод ною участю (2 червня 2017 р.) упор. К. Черемський — Харків: Видавець Олександер Савчук: НЦНК "Музей Івана Гончаря, 2017. — 240 с. (с-217-225)
- Mishalow V. The Bandura and Kobzardom in Ukraine Today // Bulletin of the Kyiv National University of Culture and Arts // Series in Musical Art. Issue 1, 2018 pp. 83-89
- Мішалов В. Бандура і кобзарство в Україні сьогодні // Вісник Київського національного університету культури і мистецтв Вип 1, 2018, 2017. — 240 с. (с-83-89)
- Mishalow V. Heorhiy Tkachenko and informed performance practice on the traditional Bandura // Кобзарська-лірницька епічна традиція — Збірник наукових праць науково-практичної конференції з міжнародною участю. 15-16 червня 2019 року. К. , НЦНК «Музей Івана Гончара». (pp 66–76)
- Мішалов В. Проблематика походження шкіл і способів гри на бандурі // Кобзарська-лірницька епічна традиція — Збірник наукових праць науково-практичної конференції з міжнародною участю. 15-16 червня 2019 року. К. , НЦНК «Музей Івана Гончара». (ст. 124—129)
- Мішалов В. Традиція, трансформація та інновація в бандурному виконавстві української діаспори Австралії  // Вісник Київського національного університету культури і мистецтв — Серія: Музичне мистецтво К. 2019. (ст. 163—174)
- Mishalow V. Tradition and Innovation in the Bandura performances of Vasyl Yemetz.  // Вісник Київського національного університету культури і мистецтв — Серія: Музичне мистецтво К. 2020. (ст. 59—71)
- Мішалов В. Спогади про зустрічі з бандуристом Василем Ємцем // Синергія виконавця і слухача в кобзарсько-лірницькій традиції — Збірник наукових праць науково-практичної з міжнародною участю. (Київ — Харків, 6 червня 2019 року.) К. , НЦНК «Музей Івана Гончара». Х. 2020. (ст. 136—145)
- Mishalow V. Tradition and Innovation in the Bandura performances of Vasyl Yemetz.  // Синергія виконавця і слухача в кобзарсько-лірницькій традиції — Збірник наукових праць науково-практичної з міжнародною участю. (Київ — Харків, 6 червня 2019 року.) К. , НЦНК «Музей Івана Гончара». Х. 2020. (ст. 146—156)
- Мішалов Віктор До пошуків колиски феномену кобзарства // XI. Internationale virtuelle Konferenz der Ukrainistik «Dialog der Sprachen — Dialog der Kulturen. Die Ukraine aus globaler Sicht» Reihe: Internationale virtuelle Konferenz der Ukrainistik. Bd. 2020. Herausgegeben von Olena Novikova und Ulrich Schweier. Verlag readbox unipress Open Access LMU, München, 2021. (с.604-627)
- Мішалов Віктор Виконавські реконструкції бандурних транскрипцій Філарета Колесси: Теоретичні та Практичні Засади ст 61-77 //Проблеми кобзарознавства та етноінструментології. Матеріяли науково-практичної конференції 1-го Міжнародного з'їзду кобзарознавців та етноорганологів ім. М. Будника (Ірпінь, 13-14 жовтня 2021 р) у 2 кни.  Кн 1. 408 с.
- Мішалов Віктор Кобза та бандура, кобзарі та бандуристи як знаки української культури // XII. Internationale virtuelle Konferenz der Ukrainistik "Dialog der Sprachen - Dialog der Kulturen. Die Ukraine aus globaler Sicht" Reihe: Internationale virtuelle Konferenz der Ukrainistik. Bd. 2021. Herausgegeben von Olena Novikova und Ulrich Schweier. Georg Olms Verlag - UB Ludwig-Maximilians München, 2022. ISBN 978-3-487-16305-5 (print) ISSN 2629-5016 (print) ISSN 2629-5024 (online)
- Мішалов Віктор Народна бандура: витоки, будова, особливості становлення //Формування національних основоположних підстав сучасного народознавства та літературознавства – Колективна монографія Випуск III / Упорядник О. Вертій Київ – Мюнхен, Рута 2023  с. 42 - 106
- Мішалов Віктор Марко Мішалов - учень Михайла Злобинця. Спогади. с.77-84 // Просвітник та бандурист Михайло Злобинець / авт. уклад. О. Силка, В. Козоріз - Харків, Видавець Олександр Савчук. 2023  с.192
- Мішалов В. Ю. Народна бандура. Виконавська майстерність (Закінчення) с.7-230 // Формування національних основоположних підстав сучасного українського народознавства та літературознавства. Колективна монографія Вип. 4. / Упорядники Олексій Вертій, Олена Новікова - РУТА, Київ, Мюнхен 2023. 436 с.
- Мішалов В. Ю.  Звучить в Австралії бандурас.162-170 // Дзвін, н. 5-6 (955-956) травень-червень, 2024

## Гастрольна діяльність
- 1978-79 — Концерти по Північній Америці (Торонто, Нью-Йорк, Детройт, Лондон, Вінзор, Вінніпеґ, Міннеаполіс)
- 1980 — Франція, Англія, Уельс.
- 1983 — 26 сольові концерти по Північній Америці.
- 1985 — 17 сольові концерти по Північній Америці
- 1988 — Північна Америка, Україна, Англія та Нідерланди.
- 1990 — 83 Концерти по Україні та Кубані.
- 1991 — Гастролі з Української Капели Бандуристів по Україні.
- 1992 — Гастролі по Україні з танцювальним ансамблем «Веселка» з Австралії.
- 1993 — Західна Канада та Сполучені Штати
- 1996 — Західна Канада та Сполучені Штати
- 2003 — Гастролі по Польщі та Західної України з Едмонтонським чоловічим хором.
- 2010 — 68 концерти по Україні
- 2011 — Виступи в Чікачо, Клівленд, Рочестер, Едмонтон, Буенос-Айрес Аргентина, Австралія.
- 2012 — Нью-Йорк, Філадельфія, Торонто, Київ